# Климачек, Вильям
Вильям Климачек (словац. Viliam Klimáček; род. 14 сентября 1958, Тренчин, Братиславский край) — словацкий драматург, поэт, прозаик, режиссёр, сценарист и актёр собственного театра ГУнаГУ (GUnaGU), автор книг для детей и юношества.

## Биография
Окончил медицинский факультет Братиславского университета имени Коменского, после чего работал анестезиологом в Братиславе. В 1992 году решил окончательно поменять профессию и стал профессионально заниматься театральным искусством. Является одним из основателей, режиссёром, сценаристом и актёром братиславского театра ГУнаГУ.

## Творчество
Его первая книга вышла в 1988 году: это был сборник стихов под названием "До самых ушей/Až po uši". В своих произведениях использует авангардные языковые средства, методику низкого жанра, детский и студенческий сленг, игру слов, в комической форме преподносит стандартные достоинства книг (эпиграф, послесловие и т.д.), переворачивает наизнанку традиционные литературные сюжеты и библейские мифы. Автор не только развивает в своих книгах темы детства, юности, любви, чувственности, жизни и смерти, дома и мира, он также возвращается к воспоминаниям об армии, о жизни в общежитии и учёбе в университете, демонстрирует своё радостное и игривое отношение к жизни, в описаниях реальности часто обнажает её гротескность и абсурдность.

## Произведения

### Поэзия
- 1988 — До самых ушей/Až po uši
- 1991 — Медицинская книжка для солдат основной службы/Zdravotní knížka pro vojáky základní služby
- 1992 — Ириски/Karamelky
- 1995 — Комикс/Komix

### Проза
- 1991 — Телескопирование/Ďalekohladenie, сборник рассказов
- 1997 — Девственник в подземелье/Panic v podzemí, роман
- 1999 — Ваня Крутов/Váňa Krutov, роман
- 2002 — У Нади есть время/Naďa má čas, роман
- 2002 — Роджер Кровяк/Roger Krowiak, соавтор, коллективный роман[2]
- 2004 — English is easy, Csaba is dead, роман[2]
- 2007 — Дочери сатаны/Satanove dcéry, роман
- 2007 — Площадь космонавтов/Námestie kozmonautov, роман[2]
- 2013 — Водка и хром/Vodka a chróm, роман

### Драма
- 1998 — Мария Сабина/Mária Sabína, избранные спектакли (театральные тексты)
- 2009 — Мария Антуанетта/Mária Antoinetta, либретто к мюзиклу
- 2010 — Коммунизм/Komunizmus, театральная пьеса
- 2011 — GYMPEL.ТВ, сценарий сериала
- 2012 — Холокост/Holokaust, театральная пьеса

### Произведения для детей и юношества
- 1996 — Нога к ноге/Noha k nohe, сказка

### Другие произведения
- 2000 — Ремикс GUnaGU, книга о театре (получила ежегодную премию Ассоциации писательских организаций Словакии)